# Exocentrus formosofasciolatus
Exocentrus formosofasciolatus là một loài bọ cánh cứng trong họ Cerambycidae.